# Куцокрил рудобокий
Куцокри́л рудобокий (Bradypterus bangwaensis) — вид горобцеподібних птахів родини кобилочкових (Locustellidae). Мешкає в горах Камеруну і Нігерії.

## Опис
Довжина птаха становить 14-15 см. Верхня частина тіла темно-рудувато-коричнева, хвіст темно-рудий. Нижня частина тіла рудувато-коричнева, за винятком білого горла і живота. Над очима світло-охристі брови. Очі карі, дзьоб чорнувато-коричневий, знизу світліший, лапи коричневі.

## Поширення і екологія
Рудобокі куцокрили живуть у вологих гірських тропічних лісах і високогірних чагарникових заростях Камерунської лінії. Зустрічаються на висоті від 1600 до 2950 м над рівнем моря.

## Поведінка
Рудобокі куцокрили живляться дрібними безхребетними, яких вони шукають в густому підліску. Сезон розмноження триває з жовтня по листопад, іноді з березня по квітень.